# FA Charity Shield 1969
Lo FA Charity Shield 1969, noto in italiano anche come Supercoppa d'Inghilterra 1969, è stata la 47ª edizione della Supercoppa d'Inghilterra.
Si è svolto il 2 agosto 1969 all'Elland Road di Leeds tra il Leeds Utd, vincitore della First Division 1968-1969, e il Manchester City, vincitore della FA Cup 1968-1969.
A conquistare il titolo è stato il Leeds che ha vinto per 2-1 con reti di Eddie Gray e Jack Charlton.

## Partecipanti
| Squadre         | Qualificazione                           | Partecipazioni precedenti (il grassetto indica la vittoria) |
| --------------- | ---------------------------------------- | ----------------------------------------------------------- |
| Leeds Utd       | Vincitore della First Division 1968-1969 | Nessuna                                                     |
| Manchester City | Vincitore della FA Cup 1968-1969         | 4 (1934, 1937, 1956, 1968)                                  |

## Tabellino
| Arbitro: | Burns (Stourbridge) |

|                       |           |          |
| Gray 54’ Charlton 57’ | Marcatori | 90’ Bell |

### Formazioni
| Leeds Utd:    |    |               |  |          |
|               |    |               |  |          |
| P             | 1  | Gary Sprake   |  |          |
| D             | 2  | Paul Reaney   |  |          |
| D             | 5  | Jack Charlton |  |          |
| D             | 6  | Norman Hunter |  |          |
| D             | 3  | Terry Cooper  |  |          |
| C             | 7  | Paul Madeley  |  |          |
| C             | 4  | Billy Bremner |  |          |
| C             | 10 | Johnny Giles  |  |          |
| C             | 11 | Eddie Gray    |  |          |
| A             | 8  | Allan Clarke  |  |          |
| A             | 9  | Mick Jones    |  | Uscita   |
| Sostituzioni: |    |               |  |          |
| C             |    | Peter Lorimer |  | Ingresso |
| Allenatore:   |    |               |  |          |
| Don Revie     |    |               |  |          |

| Manchester City: |    |                |  |          |
|                  |    |                |  |          |
| P                | 1  | Joe Corrigan   |  |          |
| D                | 2  | Tony Book      |  |          |
| D                | 4  | Mike Doyle     |  |          |
| D                | 5  | Tommy Booth    |  |          |
| D                | 3  | Glyn Pardoe    |  |          |
| C                | 7  | Mike Summerbee |  |          |
| C                | 6  | Alan Oakes     |  |          |
| C                | 8  | Colin Bell     |  |          |
| C                | 11 | Tony Coleman   |  |          |
| A                | 9  | Francis Lee    |  | Uscita   |
| A                | 10 | Neil Young     |  |          |
| Sostituzioni:    |    |                |  |          |
| C                |    | David Connor   |  | Ingresso |
| Allenatore:      |    |                |  |          |
| Joe Mercer       |    |                |  |          |